# Embarquement du corps expéditionnaire de Minorque
Embarquement du corps expéditionnaire de Minorque est l'œuvre majeure de Jean-Joseph Kapeller, signée et datée du 26 mars 1756. Le titre intégral est L'Embarquement du corps expéditionnaire de Minorque au port de Marseille sous les ordres du Duc de Richelieu. Cette grande toile est entrée par don dans les collections nationales en 1941 (Marseille, musée Cantini). Elle est exposée pour la première fois le 29 août 1756 dans la salle du Modèle de l'Académie de peinture de Marseille sous le titre : Le Port de Marseille et l'embarquement des munitions de guerre et de bouche que l'on a fait pour l'expédition de l'île de Minorque, par les ordres et en présence de M. le maréchal de Richelieu.

## Description
La toile, peinte à Marseille, est de grande taille (220 H × 143 L centimètres). Elle est datée et signée en bas à droite Kapeller pinxit Marseille 1756. La scène historique peinte a pour cadre le Vieux-Port de Marseille. Au premier plan de nombreux personnages en habit de l'époque semblent escorter le duc de Richelieu. Plusieurs embarcations sont présentes également. On devine sur la gauche du tableau les bâtiments de l'Arsenal des galères. Le port en perspective permet de distinguer au dernier plan la tour du roi rené. Au centre de la composition, un vaisseau de guerre, toutes voiles dehors, attend sur le quai que l'on charge hommes et marchandises. On aperçoit aussi sur la droite l'ancien hôtel de ville de Marseille aux toits bleus aisément reconnaissables. Comme Vernet, Kapeller ne représente pas dans la perspective de la passe de sortie du port, les rochers du Pharo, qui donneraient l'impression d'un bassin fermé.

## Analyse

### Port, carrefour militaire et commercial ouvert sur le monde
L'entrée du port de Marseille souligne la composition triangulaire du tableau : à partir du quai principal, Kapeller peint avec une grande précision les façades de l'Arsenal des galères à gauche et de l'hôtel de ville à droite. La tour du Fort Saint-Jean se dresse au centre et au fond, à la sortie du grand bassin.
Cette œuvre représente le port mais aussi une partie de la ville de Marseille. Elle mélange donc à la fois paysage (paysage urbain et marine) et vie quotidienne (sur le quai du port). C’est une composition qui peut donc rappeler la veduta italienne (mélange de paysage urbain et de scène de genre). Le port de Marseille est le grand port militaire du royaume à cette époque mais il se situe aussi en position de carrefour commercial pour toute la Méditerranée ; c'est pour cela que de nombreux navires marchands sont présents en arrière-plan, notamment sur les quais de la mairie pour témoigner de l'ouverture sur le monde de cette place militaire et commerciale. L'influence du tableau peint en 1754 par le maître de Kapeller, Joseph Vernet, se devine sur cette toile, exécutée deux ans après.

Comparaison des compositions triangulaires du port de Marseille chez Kapeller et Vernet
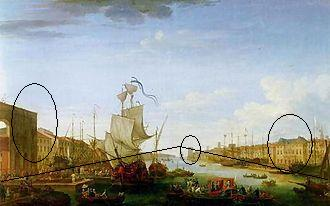
Kapeller, 1756, schéma de la composition triangulaire. Agrandissez cette composition géométrique
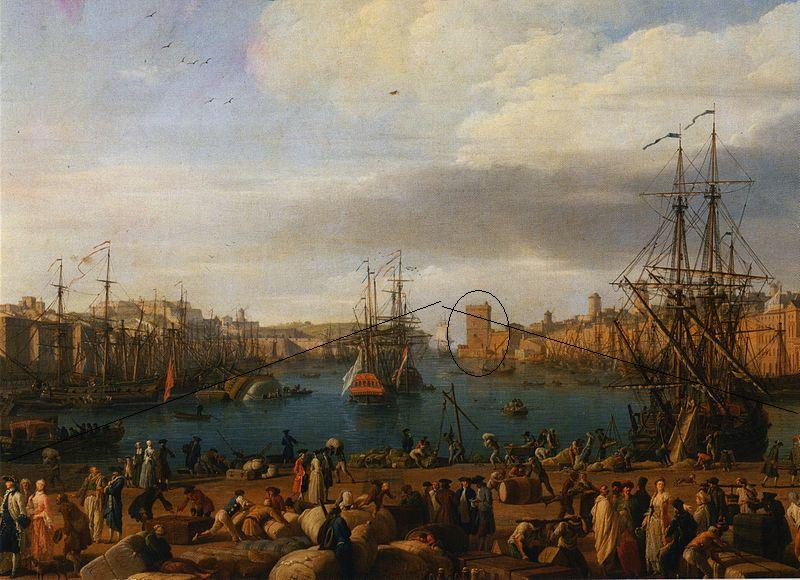
Vernet, 1754, schéma de la composition triangulaire. Agrandissez cette composition géométrique
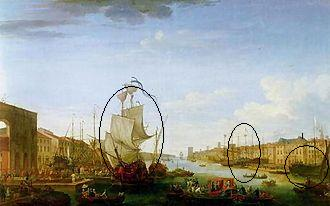
Kapeller, 1756, navires militaires et marchands. Agrandissez cette image pour distinguer les détails
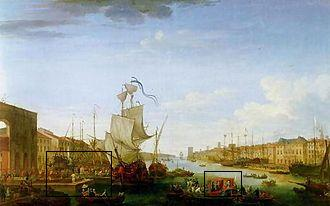
Kapeller, 1756, foule hétéroclite des personnages. Agrandissez cette image pour distinguer les détails

Le tableau de Joseph Vernet, Intérieur du Port de Marseille vu de l'Horloge du Parc (1754), antérieur de deux ans à celui de son élève Kapeller, fait partie de l'importante commande de « tous les ports de France » passée pour le roi Louis XV par Abel-François Poisson de Vandières, marquis de Marigny et frère de la marquise de Pompadour. Louis XV connaît mal la mer, il ne l'a vue qu'une seule fois. Le peintre est donc chargé lui montrer la réalité des ports de son royaume, tout en lui présentant la bonne gestion du pays sous la houlette de la Pompadour. L'œuvre doit refléter les mœurs locales, les ressources économiques. C'est une logique de glorification car on diffuse une image de la France prospère et active. Les peintures représentant des scènes de genre doivent aussi distraire le souverain. Le quai de Marseille évoque la chorégraphie d’un ballet. Portefaix, peseur, armateur, pêcheur, et jusqu’à l’intendant du port, paradent sur le devant de la scène. Comme pour accentuer cette dimension théâtrale, Vernet introduit des Orientaux enturbannés. Il ne s’agit toutefois pas d’un quelconque caprice orientalisant. Les archives du port attestent des liens très forts entre Marseille et la Méditerranée orientale.

### Personnages, une foule hétéroclite active
Au premier plan, les préparatifs militaires sont visibles parmi les personnages qui s'affairent autour du duc de Richelieu. Ces personnages sont d'ailleurs finement croqués en pleine action, par le peintre, notamment grâce aux costumes hétéroclites et aux attitudes variées qui témoignent des nombreuses activités et des préparatifs pour la campagne militaire sur le port (marins, militaires, pécheurs, chargements des munitions de guerre et de bouche, tri des marchandises). Cela va des riches costumes des nobles et bourgeois de l’époque (robes à dentelles et chapeaux des dames ; costumes de soldats), aux costumes beaucoup plus simples des ouvriers, marchands et marins. On se rend ainsi compte de la foule venant quotidiennement sur le port de Marseille et de la diversité sociale de cette foule. Le but est de célébrer la richesse du port de Marseille et la puissance maritime, économique et militaire de la France qui s'engage dans la guerre de Sept Ans contre sa rivale l'Angleterre.

### Précautions méthodologiques
Le style pictural de Joseph Vernet, maître de Kapeller ne vise pas seulement à la représentation documentaire et historique du port, comme en témoignent également les nombreuses autres vues de ports imaginaires, de bords de mer au clair de lune, de tempêtes de naufrage ou de ports réels que ces artistes transfigurent par une mise en scène volontairement décalée de la réalité observée. Cette opposition « entre la dimension documentaire et sa transfiguration dans l’imaginaire est constitutive d’une histoire des arts qui se croise avec l’éducation de la sensibilité et du goût, et avec la distance à construire avec les œuvres. »

## Contexte historique

### Bataille de Minorque
Le sujet représenté dans la composition peinte à l'huile, évoque le départ du duc de Richelieu et de Fronsac, arrière-petit-neveu du cardinal, pour la bataille de Minorque. Cet affrontement naval mais aussi terrestre qui se déroule en mai et juin 1756 au début de la guerre de Sept Ans, oppose la France et l'Angleterre pour le contrôle de l'île de Minorque en Méditerranée occidentale. Le combat naval du 20 mai 1756, entre l'escadre française de Toulon commandée par le cousin de Richelieu, La Galissonière et celle de John Byng, permet à la France de conserver l'île jusqu'à la fin de la guerre.
| Œuvres en rapport |
| --- |
| - Le départ de l'expédition dans l'île de Minorque le 10 avril 1756 par Nicolas Ozanne. - Intérieur du port de Marseille, 1754, par Claude Joseph Vernet. - Scène de port méditerranéen, 1625-1650, par Jean-Baptiste de La Rose. |

### Arrivée à Marseille du duc de Richelieu
Le duc de Richelieu quitte Paris le 18 mars 1756, espérant trouver à son arrivée à Marseille, tout en voie d'exécution. Son désappointement est extrême. Les troupes à Marseille ne sont pas encore concentrées, les approvisionnements nuls et pas un bâtiment de transport en état de prendre la mer. Le 22 mars, à Marseille, il donne des ordres et en part le 23, se dirigeant sur Toulon, laissant derrière lui, pour activer les préparatifs, le chevalier de Redmond et MM. de Luppé et de Retz.